# Éva Székely
Éva Székely, född 3 april 1927 i Budapest, död 29 februari 2020 i Budapest, var en ungersk simmare.
Székely blev olympisk guldmedaljör på 200 meter bröstsim vid sommarspelen 1952 i Helsingfors.